# Reconeixement d'escriptors
No s'ha de confondre el reconeixement d'escriptors amb el reconeixement d'escriptura (vegeu OCR). Mentre que l'objectiu del reconeixement d'escriptors és esbrinar o confirmar la identitat de l'autor d'un determinat text manuscrit, el reconeixement d'escriptura intenta esbrinar el contingut d'un text independentment de l'autor que l'hagi realitzat.
En funció del procediment d'adquisición de l'escriptura manuscrita poden establirse dues categories de reconeixement:
Estàtica: En aquest mode, els usuaris escriuen sobre paper i la introducció de l'escriptura en l'ordinador pel seu posterior anàlisi es porta a terme mitjançant un escaner o càmara de fotos. Aquesta modalitat també es coneix com a “off-line”.
Dinàmica: En aquest mode, els usuaris realitzen la seva escriptura sobre una tauleta digitalitzadora, PDA, etc., que adquireix l'escriptura en temps real, simultàniament durant la seva realització. Aquesta modalitat s'anomena també “on-line”. La informació dinàmica sol incloure les següents funcions:
- Coordinada espacial x(t)
- Coordinada espacial y(t)
- Pressió p(t)
- Azimuth az(t)
- Inclinació in(t)

Els sistemes dinàmics ofereixen millors taxes de reconeixement que els estàtics. Existeixen diverses solucions tecnològiques per a abordar el reconeixement biomètric d'escriptors.

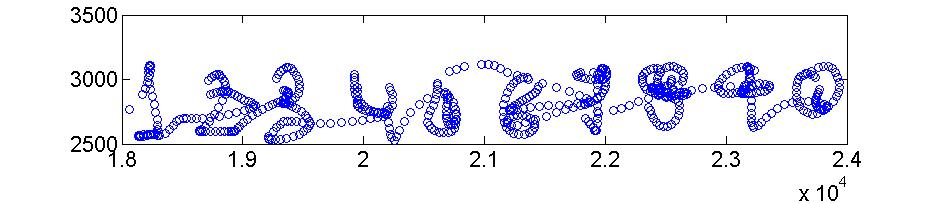
Exemple d'escriptura manuscrita d'una seqüència de dígits. La informació dinàmica associada es mostra a la dreta. És interessant remarcar que la tauleta digitalizadora també capta la informació dels moviments en l'aire. Aquests moviments es poden identificar fàcilment perquè la pressió associada en aquests punts és nul·la.

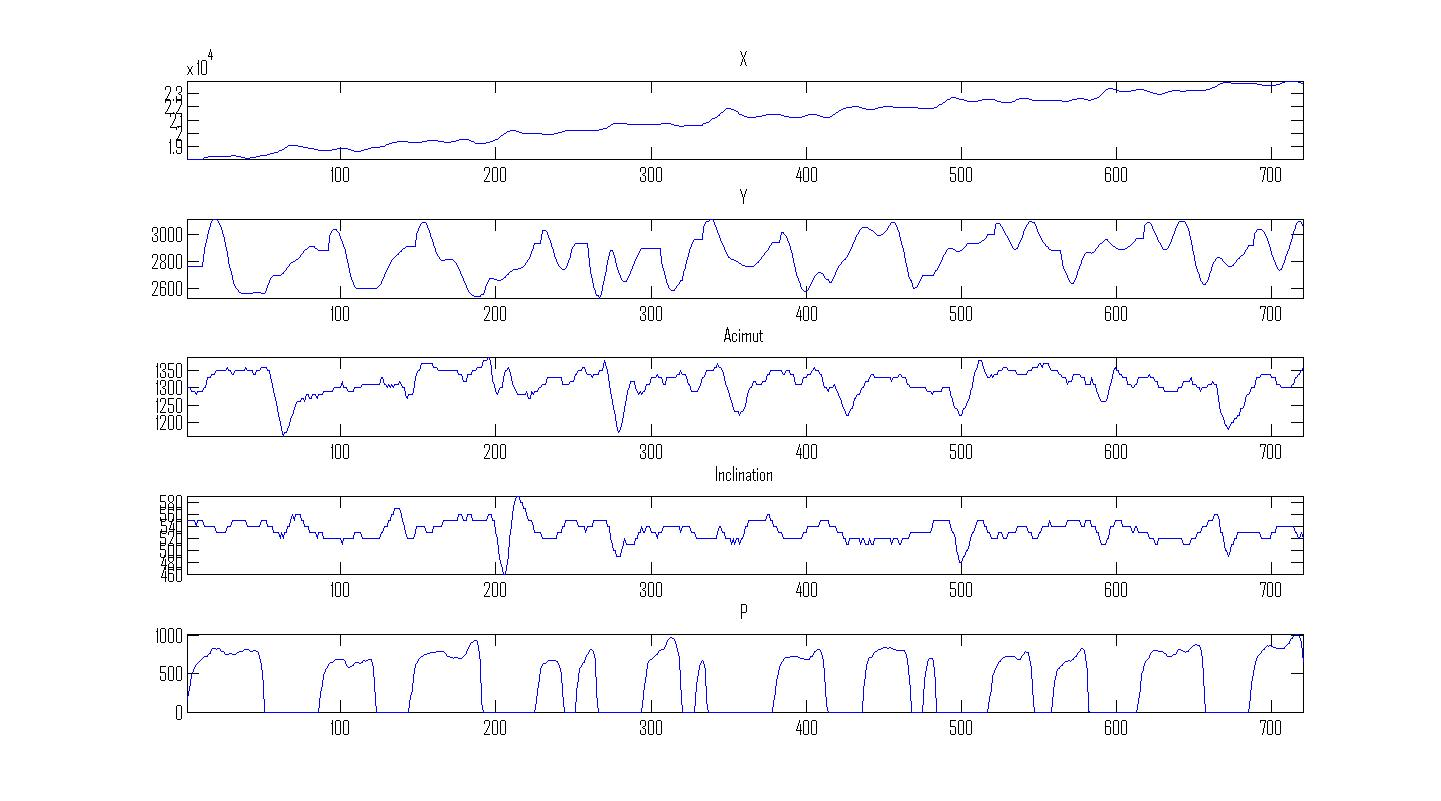
Exemple d'informació dinàmica de la seqüència de dígits mostrada a l'esquerra.